# 九州產業大學造形短期大學部
九州產業大學造形短期大學部，舊稱九州造形短期大学（日语：／ Kyūshū Zōkei Tanki Daigaku *），简称造短，是一所位于日本福冈县福冈市东区的私立短期大学。

## 概要

### 简介
- 学校最早可以追溯到1965年[1]。短期大学为于1968年开办[1]、由学校法人中村産业学园经营、是男女同校[2]。

### 历史
- 1967年 九州造型短期大学成立并同时设置三个学科即美术科、设计科、照片科[1]。
- 1980年 校园迁址从东区箱崎1-41-10至东区松香台2-3-2[1]。
- 2006年 三个学科即美术科、设计科、照片科各自招生最后、次年合并为造型艺术学科[1]。
- 2008年 设计科正式停办[1]。
- 2009年 两个学科即设计科、照片科各自正式停办[1]。
- 2017年 學校更為現名。

### 宪章
- 请参看九州造型短期大学的标志（页面存档备份，存于） （日語） 2014年2月9日阅览。

## 学校环境
- 校区：在福冈县福冈市东区

## 历任校长
- 石桥忠次：第一代短期大学校长[3]。
- 黑岩恭介：现在短期大学校长[4]

## 组织

### 学科
- 造型艺术学科

### 前学科
| - 美术科 - 设计科 - 照片科 |

### 专科
| - 没有 |

### 业余课程
| - 没有 |

## 相关链接
- 日本短期大学列表
- 九州産业大学